# Lista de campeões de duplas da WWE
O WWE Tag Team Championship (em português: Campeonato de Duplas da WWE) é um campeonato mundial de duplas de wrestling profissional disputado na WWE na marca SmackDown. Revelado em 23 de agosto de 2016 no episódio do SmackDown Live, foi criado para ser o título de contrapartida do então Campeonato de Duplas da WWE, que se tornou exclusivo do Raw como resultado do Draft da WWE de 2016 e foi posteriormente renomeado para Campeonato de Duplas do Raw.
O campeonato é geralmente disputado em combates de luta livre profissional, nas quais os participantes executam finalizações roteirizadas em vez de competir diretamente. Os campeões inaugurais foram Heath Slater e Rhyno, que conquistaram o título em uma final de torneio no Backlash em 11 de setembro de 2016. Os atuais campeões são The Wyatt Sick6 (Dexter Lumis e Joe Gacy), que estão em seu primeiro reinado, tanto em equipe quanto individualmente. Eles derrotaram The Street Profits (Angelo Dawkins e Montez Ford) no episódio de 11 de julho de 2025 do SmackDown, em Nashville, Tennessee.
Até 12 de julho de 2025, no total, haviam 37 reinados entre 24 equipes compostas por 46 campeões individuais e uma ocasião em que o título ficou vago. A equipe de Heath Slater e Rhyno foram os campeões inaugurais. Kofi Kingston e Xavier Woods do New Day têm mais reinadoscom sete, tanto como equipe quanto individualmente, e seu sétimo é o reinado mais curto para o título em 3 dias (2 dias reconhecido pela WWE); durante seus primeiros seis reinados, Big E também foi reconhecido como campeão sob a Regra Freebird. Os Usos (Jey Uso e Jimmy Uso) têm o reinado singular mais longo em 622 dias para seu terceiro reinado, e eles têm o reinado combinado mais longo em 1.002 dias. O campeão mais velho é Shane McMahon, conquistando o título aos 49 anos, enquanto o mais novo é Dominik Mysterio quando o conquistou aos 24.

## Histórico
| #                    | Dupla                                                     | Reinado  | Data                    | Dias | Dias reconhecidos | Local                  | Evento                           | Notas | Ref.                        |
| -------------------- | --------------------------------------------------------- | -------- | ----------------------- | ---- | ----------------- | ---------------------- | -------------------------------- | --- | --------------------------- |
| 1                    | Heath Slater e Rhyno                                      | 1        | 11 de setembro de 2016  | 84   | 83                | Richmond, VA           | Backlash                         | Como resultado do Draft de 2016, o WWE Tag Team Championship tornou-se exclusivo do Raw. Em resposta, o SmackDown estabeleceu o SmackDown Tag Team Championship; O título do Raw foi posteriormente renomeado. Slater e Rhyno derrotaram The Usos (Jey Uso e Jimmy Uso) nas finais de um torneio de oito equipes para se tornarem os campeões inaugurais. | [ 2 ]                       |
| 2                    | The Wyatt Family (Bray Wyatt, Luke Harper, e Randy Orton) | 1        | 4 de dezembro de 2016   | 23   | 23                | Dallas, TX             | TLC: Tables, Ladders & Chairs    | Wyatt e Orton venceram a luta, mas Harper também foi reconhecido como campeão pela Freebird Rule. | [ 3 ] [ 4 ]                 |
| 3                    | American Alpha (Chad Gable e Jason Jordan)                | 1        | 27 de dezembro de 2016  | 84   | 83                | Rosemont, IL           | SmackDown                        | Esta foi uma luta fatal four-way de eliminação envolvendo também Heath Slater & Rhyno e The Usos (Jey Uso e Jimmy Uso). Luke Harper e Randy Orton representaram a Wyatt Family e foram os últimos a serem eliminados. | [ 5 ]                       |
| 4                    | The Usos (Jey Uso e Jimmy Uso)                            | 1        | 21 de março de 2017     | 124  | 123               | Uncasville, CT         | SmackDown                        | | [ 6 ]                       |
| 5                    | The New Day (Big E, Kofi Kingston, e Xavier Woods)        | 1        | 23 de julho de 2017     | 28   | 27                | Philadelphia, PA       | Battleground                     | Kingston e Woods venceram a luta, mas Big E também foi reconhecido como campeão pela Freebird Rule. | [ 7 ]                       |
| 6                    | The Usos (Jey Uso e Jimmy Uso)                            | 2        | 20 de agosto de 2017    | 23   | 23                | Brooklyn, NY           | SummerSlam                       | Big E e Xavier Woods representaram o The New Day. | [ 8 ]                       |
| 7                    | The New Day (Big E, Kofi Kingston, e Xavier Woods)        | 2        | 12 de setembro de 2017  | 26   | 26                | Las Vegas, NV          | SmackDown                        | Esta foi uma Sin City Street Fight. Big E e Kingston venceram a luta, mas Woods também foi reconhecido como campeão pela Freebird Rule. | [ 9 ]                       |
| 8                    | The Usos (Jey Uso e Jimmy Uso)                            | 3        | 8 de outubro de 2019    | 182  | 182               | Detroit, MI            | Hell in a Cell                   | Esta foi uma luta Hell in a Cell. Big E e Xavier Woods representaram o The New Day. | [ 10 ]                      |
| 9                    | The Bludgeon Brothers (Harper (2) e Rowan)                | 1        | 8 de abril de 2018      | 135  | 135               | New Orleans, LA        | WrestleMania 34                  | Esta foi uma luta triple threat de duplas, envolvendo também Big E e Kofi Kingston do The New Day. | [ 11 ]                      |
| 10                   | The New Day (Big E, Kofi Kingston, e Xavier Woods)        | 3        | 21 de agosto de 2018    | 56   | 55                | Brooklyn, NY           | SmackDown                        | Esta foi uma luta sem desclassificação. Kingston e Woods venceram a luta, mas Big E também foi reconhecido como campeão pela Freebird Rule. | [ 12 ]                      |
| 11                   | The Bar (Cesaro e Sheamus)                                | 1        | 16 de outubro de 2018   | 103  | 102               | Washington, D.C.       | SmackDown 1000                   | Big E e Xavier Woods representaram o The New Day. | [ 13 ]                      |
| 12                   | The Miz e Shane McMahon                                   | 1        | 27 de janeiro de 2019   | 21   | 21                | Phoenix, AZ            | Royal Rumble                     | | [ 14 ]                      |
| 13                   | The Usos (Jey Uso e Jimmy Uso)                            | 4        | 17 de fevereiro de 2019 | 51   | 51                | Houston, TX            | Elimination Chamber              | | [ 15 ]                      |
| 14                   | The Hardy Boyz (Jeff Hardy e Matt Hardy)                  | 1        | 9 de abril de 2019      | 21   | 20                | Brooklyn, NY           | SmackDown                        | | [ 16 ]                      |
| —                    | Vago                                                      | —        | 30 de abril de 2019     | —    | —                 | Columbus, OH           | SmackDown                        | Os Hardy Boyz (Jeff Hardy e Matt Hardy) deixaram o título vago devido a Jeff sofrer uma lesão no joelho que exigiu cirurgia. | [ 17 ]                      |
| 15                   | Daniel Bryan e Rowan (2)                                  | 1        | 7 de maio de 2019       | 68   | 68                | Louisville, KY         | SmackDown                        | Derrotaram The Usos (Jey Uso e Jimmy Uso) para vencerem o título vago. | [ 18 ]                      |
| 16                   | The New Day (Big E, Kofi Kingston, e Xavier Woods)        | 4        | 14 de julho de 2019     | 63   | 62                | Philadelphia, PA       | Extreme Rules                    | Esta foi uma luta triple threat de duplas, envolvendo também Heavy Machinery (Otis e Tucker). Big E e Woods venceram a luta. Na época, Kingston era o atual campeão da WWE e não foi reconhecido como campeão de duplas com Big E e Woods, mas depois que o The New Day conquistou seu sexto título em 17 de abril de 2020, Kingston foi creditado retroativamente por este reinado sob o Freebird Rule. | [ 19 ] [ 20 ] [ 21 ] [ 22 ] |
| 17                   | The Revival (Dash Wilder e Scott Dawson)                  | 1        | 15 de setembro de 2019  | 54   | 54                | Charlotte, NC          | Clash of Champions               | Big E e Xavier Woods representaram o The New Day. | [ 23 ]                      |
| 18                   | The New Day (Big E, Kofi Kingston, e Xavier Woods)        | 5        | 30 de abril de 2019     | 111  | 110               | Manchester, Inglaterra | SmackDown                        | Big E e Kingston venceram a luta. Na época, Woods estava inativo devido a uma lesão e não foi reconhecido como campeão com Big E e Kingston, mas depois que o The New Day conquistou seu sexto título em 17 de abril de 2020, Woods foi creditado retroativamente por este reinado sob a Freebird Rule. | [ 24 ]                      |
| 19                   | The Miz (2) e John Morrison                               | 1        | 27 de fevereiro de 2020 | 50   | 50                | Riyadh, Arábia Saudita | Super ShowDown                   | Big E e Kofi Kingston representaram o The New Day. | [ 25 ]                      |
| 20                   | The New Day (Big E, Kofi Kingston, e Xavier Woods)        | 6        | 17 de abril de 2020     | 93   | 92                | Orlando, FL            | SmackDown                        | Esta foi uma luta triple threat entre Big E representando The New Day, Jey Uso representando The Usos e The Miz representando ele mesmo e John Morrison. Big E derrotou The Miz para vencer os títulos. Durante este reinado, Woods estava inativo devido a lesão, mas foi creditado por este reinado sob a Freebird Rule. | [ 26 ]                      |
| 21                   | Shinsuke Nakamura e Cesaro (2)                            | 1        | 19 de julho de 2020     | 82   | 82                | Orlando, FL            | The Horror Show at Extreme Rules | Esta foi uma luta de mesas. Big E e Kofi Kingston representaram o The New Day. | [ 27 ]                      |
| 22                   | The New Day (Kofi Kingston, e Xavier Woods)               | 7        | 9 de outubro de 2020    | 3    | 2                 | Orlando, FL            | SmackDown                        | Kingston e Woods venceram os títulos como parte de The New Day com Big E; no entanto, os dois foram convocados para o Raw como parte do Draft de 2020 imediatamente após a vitória, separando-os de Big E e marcando seu primeiro reinado sem ele. | [ 28 ]                      |
| 23                   | The Street Profits (Angelo Dawkins e Montez Ford)         | 1        | 12 de outubro de 2020   | 88   | 88                | Orlando, FL            | Raw                              | Como resultado do Draft de 2020, The New Day foi transferido para o Raw, enquanto os então Campeões de Duplas do Raw, The Street Profits, foram transferidos para o SmackDown. Para manter os títulos em suas respectivas marcas, o oficial da WWE Adam Pearce fez com que as duas equipes trocassem os títulos. | [ 29 ]                      |
| 24                   | Dolph Ziggler e Robert Roode                              | 1        | 8 de janeiro de 2021    | 128  | 127               | St. Petersburg, FL     | SmackDown                        | | [ 30 ]                      |
| 25                   | Rey Mysterio e Dominik Mysterio                           | 1        | 16 de maio de 2021      | 63   | 62                | Tampa, FL              | WrestleMania Backlash            | | [ 31 ]                      |
| 26                   | The Usos (Jey Uso e Jimmy Uso)                            | 5        | 18 de julho de 2021     | 622  | 622               | Fort Worth, TX         | Money in the Bank                | No episódio do SmackDown em 20 de maio de 2022, The Usos derrotaram os campeões de duplas do Raw, RK-Bro (Randy Orton e Riddle), em uma luta "o vencedor leva tudo", tornando-se reconhecidos como os campeões indiscutíveis de duplas da WWE. No entanto, a história oficial de títulos da WWE lista incorretamente o término do reinado deles como ocorrendo em 2 de abril de 2023. | [ 32 ]                      |
| WWE: Raw e SmackDown |                                                           |          |                         |      |                   |                        |                                  | |                             |
| 27                   | Kevin Owens e Sami Zayn                                   | 1        | 1 de abril de 2023      | 154  | 153               | Inglewood, CA          | WrestleMania 39 Noite 1          | Essa luta também era valida pelo Campeonato de Duplas do Raw dos The Usos (Jey Uso e Jimmy Uso). | [ 33 ]                      |
| 28                   | The Judgment Day (Finn Bálor e Damian Priest)             | 1        | 2 de setembro de 2023   | 35   | 35                | Pittsburgh, PA         | Payback                          | Essa foi uma luta Steel City Street Fight e também era valida pelo Campeonato de Duplas do Raw de Kevin Owens e Sami Zayn. | [ 34 ]                      |
| 29                   | Cody Rhodes e Jey Uso                                     | 1 (1, 6) | 7 de outubro de 2023    | 9    | 9                 | Indianápolis, IN       | Fastlane                         | Essa luta também era valida pelo Campeonato de Duplas do Raw do The Judgment Day (Finn Bálor e Damian Priest). | [ 35 ]                      |
| 30                   | The Judgment Day (Finn Bálor e Damian Priest)             | 2        | 16 de outubro de 2023   | 173  | 172               | Oklahoma City, OK      | Raw                              | Essa luta também era valida pelo Campeonato de Duplas do Raw do Cody Rhodes e Jey Uso). | [ 36 ]                      |
| WWE: SmackDown       |                                                           |          |                         |      |                   |                        |                                  | |                             |
| 31                   | A-Town Down Under (Austin Theory e Grayson Waller)        | 1        | 6 de abril de 2024      | 90   | 90                | Filadélfia, PA         | WrestleMania XL Noite 1          | Essa foi uma luta de escadas com seis duplas, válida tanto pelo Campeonato de Duplas do SmackDown quanto pelo Campeonato de Duplas do Raw, com a participação de The Awesome Truth (The Miz e R-Truth), #DIY (Johnny Gargano e Tommaso Ciampa), The New Day (Kofi Kingston e Xavier Woods) e New Catch Republic (Pete Dunne e Tyler Bate). Os títulos estavam pendurados separadamente acima do ringue, e a luta continuou até que ambos os títulos fossem conquistados. The Miz e R-Truth ganharam o Campeonato de Duplas do Raw, enquanto Theory e Waller venceram o Campeonato de Duplas do SmackDown. No episódio de 19 de abril de 2024 do SmackDown, o título foi renomeado para Campeonato de Duplas da WWE. | [ 37 ]                      |
| 32                   | #DIY (Johnny Gargano e Tommaso Ciampa)                    | 1        | 5 de julho de 2024      | 28   | 28                | Toronto, ON            | SmackDown                        | | [ 38 ]                      |
| 33                   | The Bloodline (Tama Tonga e Jacob Fatu/Tonga Loa)         | 1        | 2 de agosto de 2024     | 84   | 84                | Cleveland, Ohio        | SmackDown                        | Tama Tonga e Jacob Fatu ganharam originalmente o campeonato, mas o líder do Bloodline, Solo Sikoa, ordenou que Fatu abrisse mão de sua metade do título para o membro do Bloodline, Tonga Loa (que forma a dupla The Tongans com Tama), no episódio de 23 de agosto do SmackDown, para que Fatu pudesse se tornar o executor pessoal de Sikoa. A WWE reconhece isso como um único reinado ininterrupto para The Bloodline. | [ 39 ] [ 40 ]               |
| 34                   | Motor City Machine Guns (Alex Shelley e Chris Sabin)      | 1        | 25 de outubro de 2024   | 42   | 42                | Brooklyn, NY           | SmackDown                        | | [ 41 ]                      |
| 35                   | #DIY (Johnny Gargano e Tommaso Ciampa)                    | 2        | 6 de dezembro de 2024   | 98   | 98                | Minneapolis, MN        | SmackDown                        | | [ 42 ]                      |
| 36                   | The Street Profits (Angelo Dawkins e Montez Ford)         | 2        | 14 de março de 2025     | 119  | 119               | Barcelona, Espanha     | SmackDown                        | | [ 43 ]                      |
| 37                   | The Wyatt Sicks (Dexter Lumis e Joe Gacy)                 | 1        | 11 de julho de 2025     | 1+   | 1+                | Nashville, Tennessee   | SmackDown                        | | [ 44 ]                      |

## Reinados combinados
Até 12 de julho de 2025.

### Por equipe
| † | Indica os atuais campeões |

| Pos. | Dupla (Nome dos lutadores)                                                                                  | Nº de reinados | Dias combinados | Dias combinados pela WWE |
| ---- | --- | -------------- | --------------- | ------------------------ |
| 1    | The Usos (Jey e Jimmy Uso)                                                                                  | 5              | 1.002           | 1.001                    |
| 2    | The New Day (Reinado 1 - 6: Big E, Kofi Kingston e Xavier Woods) (7º Reinado: Kofi Kingston e Xavier Woods) | 7              | 380             | 373                      |
| 3    | The Judgment Day Finn Bálor e Damian Priest)                                                                | 2              | 208             | 207                      |
| 4    | The Street Profits (Angelo Dawkins e Montez Ford)                                                           | 2              | 207             | 207                      |
| 5    | Kevin Owens e Sami Zayn                                                                                     | 1              | 154             | 153                      |
| 6    | The Bludgeon Brothers (Harper e Rowan)                                                                      | 1              | 135             | 135                      |
| 7    | Dolph Ziggler e Robert Roode                                                                                | 1              | 128             | 127                      |
| 8    | #DIY (Johnny Gargano e Tommaso Ciampa)                                                                      | 2              | 126             | 126                      |
| 9    | The Bar (Cesaro e Sheamus)                                                                                  | 1              | 103             | 102                      |
| 10   | A-Town Down Under (Austin Theory e Grayson Waller)                                                          | 1              | 90              | 90                       |
| 11   | American Alpha (Jason Jordan e Chad Gable)                                                                  | 1              | 84              | 83                       |
| 11   | Heath Slater e Rhyno                                                                                        | 1              | 84              | 83                       |
| 11   | The Bloodline (Tama Tonga e Jacob Fatu/Tonga Loa)                                                           | 1              | 84              | 84                       |
| 14   | Cesaro e Shinsuke Nakamura                                                                                  | 1              | 82              | 82                       |
| 15   | Daniel Bryan e Rowan                                                                                        | 1              | 68              | 68                       |
| 16   | Rey e Dominik Mysterio                                                                                      | 1              | 63              | 62                       |
| 17   | The Revival (Dash Wilder e Scott Dawson)                                                                    | 1              | 54              | 54                       |
| 18   | The Miz e John Morrison                                                                                     | 1              | 50              | 50                       |
| 19   | Motor City Machine Guns (Alex Shelley e Chris Sabin)                                                        | 1              | 42              | 42                       |
| 20   | The Wyatt Family (Bray Wyatt, Luke Harper e Randy Orton)                                                    | 1              | 23              | 23                       |
| 21   | The Hardy Boyz (Jeff Hardy e Matt Hardy)                                                                    | 1              | 21              | 20                       |
| 21   | Shane McMahon e The Miz                                                                                     | 1              | 21              | 21                       |
| 23   | Cody Rhodes e Jey Uso                                                                                       | 1              | 9               | 9                        |
| 24   | The Wyatt Sicks † (Dexter Lumis e Joe Gacy)                                                                 | 1              | 1+              | 1+                       |

### Por lutador

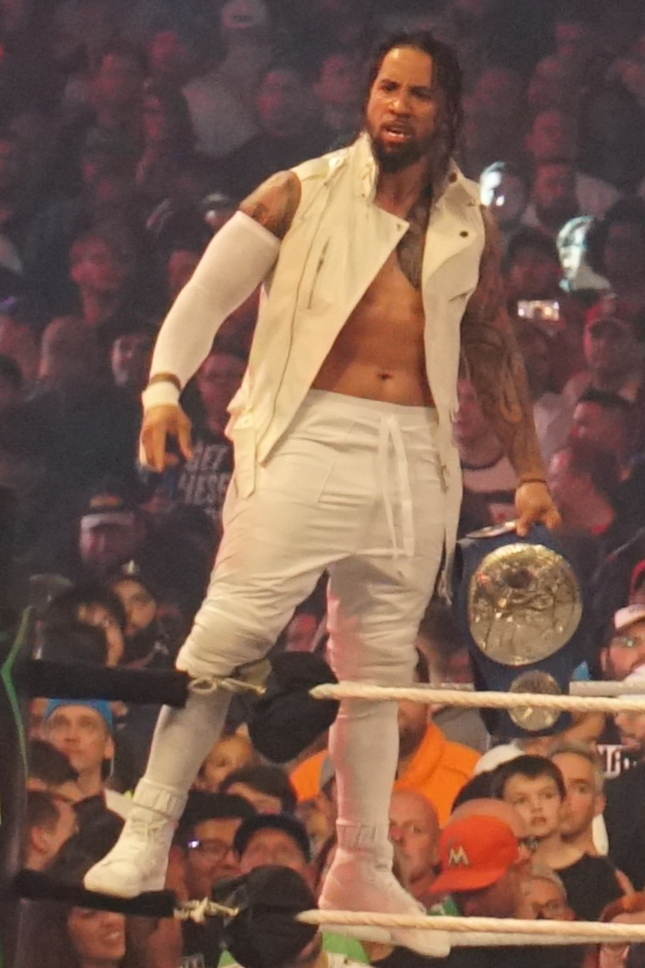
Individualmente, Jey Uso tem o maior reinado combinado com 1.011 dias (1.010 dias conforme reconhecido pela WWE).

| Pos. | Lutador              | Nº de reinados | Dias combinados | Dias combinados pela WWE |
| ---- | -------------------- | -------------- | --------------- | ------------------------ |
| 1    | Jey Uso              | 6              | 1.011           | 1.010                    |
| 2    | Jimmy Uso            | 5              | 1.002           | 1.001                    |
| 3    | Kofi Kingston        | 7              | 380             | 373                      |
| 3    | Xavier Woods         | 7              | 380             | 373                      |
| 5    | Big E                | 6              | 377             | 371                      |
| 6    | Finn Bálor           | 2              | 208             | 207                      |
| 6    | Damian Priest        | 2              | 208             | 207                      |
| 8    | Angelo Dawkins       | 2              | 207             | 207                      |
| 8    | Montez Ford          | 2              | 207             | 207                      |
| 8    | Rowan                | 2              | 203             | 203                      |
| 9    | Cesaro               | 2              | 185             | 184                      |
| 10   | Luke Harper / Harper | 2              | 158             | 158                      |
| 11   | Kevin Owens          | 1              | 154             | 153                      |
| 11   | Sami Zayn            | 1              | 154             | 153                      |
| 15   | Dolph Ziggler        | 1              | 128             | 127                      |
| 15   | Robert Roode         | 1              | 128             | 127                      |
| 17   | Johnny Gargano       | 1              | 126             | 126                      |
| 17   | Tommaso Ciampa       | 1              | 126             | 126                      |
| 19   | Sheamus              | 1              | 103             | 102                      |
| 20   | Austin Theory        | 1              | 90              | 90                       |
| 20   | Grayson Waller       | 1              | 90              | 90                       |
| 22   | Heath Slater         | 1              | 84              | 83                       |
| 22   | Rhyno                | 1              | 84              | 83                       |
| 22   | Chad Gable           | 1              | 84              | 83                       |
| 22   | Jason Jordan         | 1              | 84              | 83                       |
| 22   | Tama Tonga           | 1              | 84              | 84                       |
| 27   | Shinsuke Nakamura    | 1              | 82              | 82                       |
| 28   | The Miz              | 2              | 71              | 71                       |
| 29   | Daniel Bryan         | 1              | 68              | 68                       |
| 30   | Dominik Mysterio     | 1              | 63              | 62                       |
| 30   | Rey Mysterio         | 1              | 63              | 62                       |
| 30   | Tonga Loa            | 1              | 63              | 63                       |
| 33   | Dash Wilder          | 1              | 54              | 54                       |
| 33   | Scott Dawson         | 1              | 54              | 54                       |
| 35   | John Morrison        | 1              | 50              | 50                       |
| 36   | Alex Shelley         | 1              | 42              | 42                       |
| 36   | Chris Sabin          | 1              | 42              | 42                       |
| 38   | Bray Wyatt           | 1              | 23              | 23                       |
| 38   | Randy Orton          | 1              | 23              | 23                       |
| 40   | Jacob Fatu           | 1              | 21              | 21                       |
| 40   | Shane McMahon        | 1              | 21              | 21                       |
| 40   | Jeff Hardy           | 1              | 21              | 20                       |
| 40   | Matt Hardy           | 1              | 21              | 20                       |
| 44   | Cody Rhodes          | 1              | 9               | 9                        |
| 45   | Joe Gacy †           | 1              | 1+              | 1+                       |
| 45   | Dexter Lumis †       | 1              | 1+              | 1+                       |